# Старый Кеп
Ста́рый Кеп — деревня в Андрейшурском сельском поселении Балезинского района Удмуртии. Центр поселения — село Андрейшур.
Деревня находится на реке Кеп, выше по течению находится Нововолково и Новый Кеп.
Население — 1 человек (2007; 35 в 1961).
В деревне имеется одна улица — Садовая.
ГНИИМБ: 1837
Индекс: 427536

## Известные уроженцы
- Торопов Артемий Демидович (1915 — 2005) — герой Советского Союза.